# Triebelina sertata
Triebelina sertata är en kräftdjursart som beskrevs av Erich Triebel 1948. 
Triebelina sertata ingår i släktet Triebelina och familjen Bairdiidae. Inga underarter finns listade i Catalogue of Life.